# Rodrigo José António de Meneses

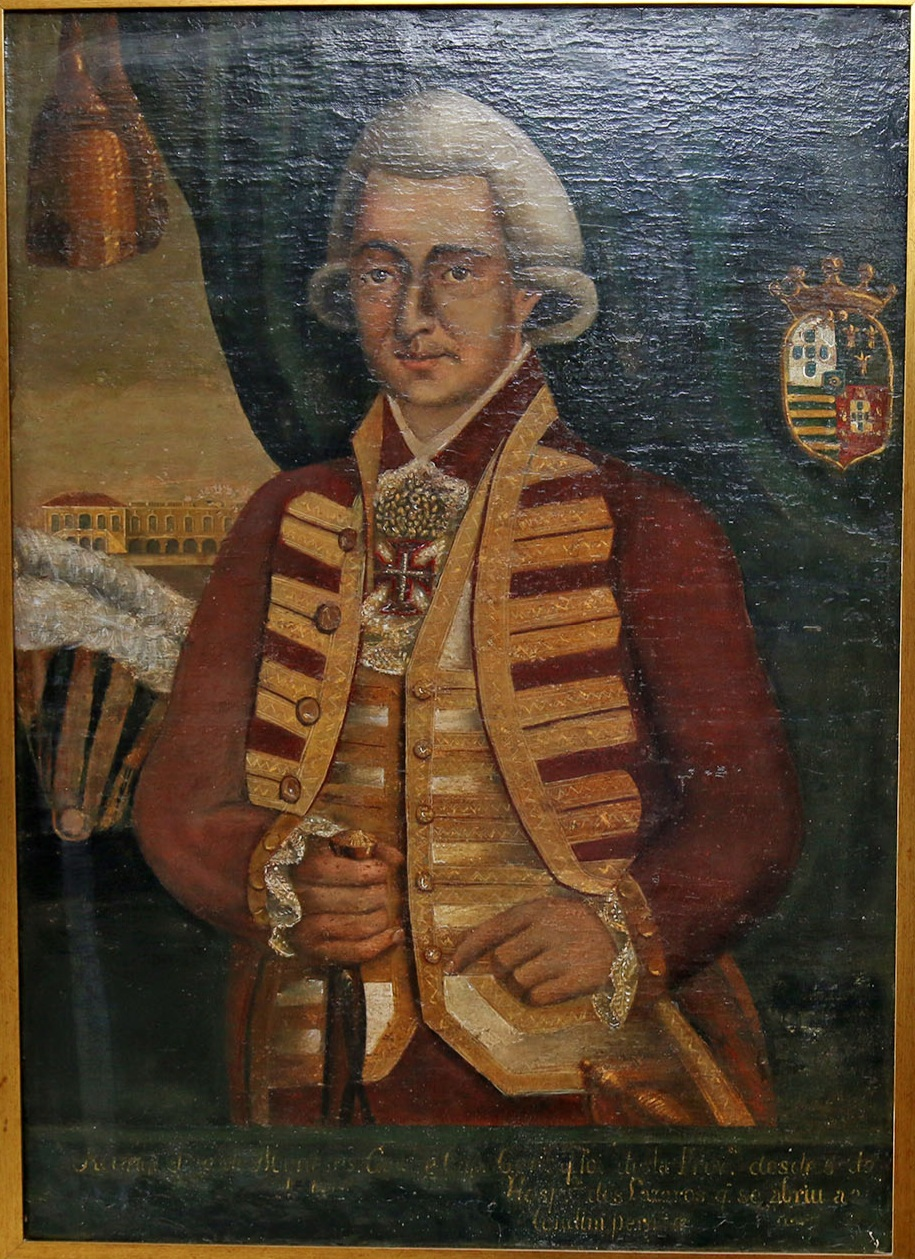
Retrato na sede da Secretaria de Saúde do Estado da Bahia, século XVIII.

Rodrigo José António de Meneses (12 de Fevereiro de 1750 – 13 de Maio de 1807) foi governador e capitão-general de Minas Gerais e Baía o que lhe garante um nome na história do Brasil. A apreciação da historiografia brasileira é-lhe muito favorável, chamando-lhe por exemplo "grande estadista colonial". D. Maria I concedeu-lhe em 1802 o título de Conde de Cavaleiros.

## Dados genealógicos
Era filho dos quartos marqueses de Marialva, o célebre cavaleiro Pedro José de Alcântara de Meneses Noronha Coutinho e D. Eugénia Assis Mascarenhas, filha primeira dos 13.° Condes de Óbidos.
Casou em 27 de Setembro de 1766 com D. Maria José Ferreira de Eça e Bourbon, senhora da Casa de Cavaleiros. 
José Tomás, filho de Rodrigo José António de Meneses e pai de Rodrigo José de Meneses de Eça, 3º Conde de Cavaleiros, foi governador e capitão-general do Maranhão.